# День національного прапора Канади
День національного прапора Канади (фр. Jour du drapeau national du Canada), зазвичай скорочено Дня прапора, відзначається щорічно 15 лютого в пам'ять про інавгурацію прапора Канади в цей день у 1965 році. День відзначається підняттям прапора, іноді публічними церемоніями та освітніми програмами в школах. Він не є державним святом, хоча питання про його заснування обговорювалося.

## Історія

### Передісторія
Після довгих суперечок парламент Канади в 1964 році проголосував за прийняття нового дизайну канадського прапора та оголосив конкурс на його створення. Цей прапор мав замінити канадський червоний прапор, який, з різними змінами, використовувався як національний прапор Канади з 1868 року. Канадці подали майже 4 000 проєктів. 22 жовтня 1964 року одноголосним голосуванням переміг прапор з кленовим листом, розроблений істориком Джорджем Стенлі.. 15 грудня 1964 під керівництвом прем'єр-міністра Лестера Пірсона резолюції, що рекомендували новий дизайн, були ухвалені Палатою громад, а двома днями пізніше — Сенатом.
Прапор був проголошений Єлизаветою II, королевою Канади, 28 січня 1965 року і набув чинності «з, від і після» 15 лютого того ж року.

### День прапора
День національного прапора Канади було засновано 1996 року указом генерал-губернатора Ромео Леблана з ініціативи прем'єр-міністра Жана Кретьєна. На першій церемонії святкування Дня прапора в Галлі, Квебек, Кретьєн зіткнувся з демонстрантами, які виступали проти пропонованих скорочень системи страхування з безробіття, і, проходячи крізь натовп, схопив за шию та відштовхнув демонстранта, який наблизився до нього.
У 2010 році, на 45-ту річницю прапора, відбулися федеральні церемонії відзначення Дня прапора в Оттаві, Вінніпезі, Сент-Джонсі, а також у Вістлері та Ванкувері у зв'язку з проведенням зимових Олімпійських ігор 2010 року у Ванкувері. У 2011 році прем'єр-міністр Стівен Гарпер відзначив День прапора, подарувавши двом громадянам, чия робота вшановувала військових, канадські прапори, що замайоріли над Вежею Миру. Було оголошено, що це стало початком щорічного визнання патріотизму.
У 2025 році, незадовго до 60-річчя прапора, Джо Кларк, Кім Кемпбелл, Жан Кретьєн, Пол Мартін і Стівен Гарпер, п'ять живих колишніх прем'єр-міністрів Канади, написали відкритого листа із закликом до всіх канадців вивішувати прапор на знак національної єдності під час торговельної війни США з Канадою та Мексикою у 2025 році.